# Niezależna Oficyna Wydawnicza
Niezależna Oficyna Wydawnicza NOWA – pierwsze polskie wydawnictwo publikujące w kraju poza cenzurą, powstałe w 1977, w latach 70. największe w II obiegu. W 1989 przekształcone w tzw. „superNową”.

## Geneza
Pomysł niezależnego wydawnictwa narodził się w 1977 w kręgu studentów Katolickiego Uniwersytetu Lubelskiego, drukujących pismo „Zapis”. Nazwę „Nieocenzurowana Oficyna Wydawnicza” zaproponowali Janusz Krupski, Piotr Jegliński i Wit Wojtowicz. Z takim logo powielono 1. i 2. numer „Zapisu”. Latem 1977 grupa lubelska skontaktowała się z działaczem KOR Mirosławem Chojeckim, który zaproponował zmianę nazwy na Niezależna Oficyna Wydawnicza NOWA. Pod jego kierownictwem wydawnictwo rozpoczęło działalność w Warszawie, natomiast grupa lubelska zdecydowała się na odrębną działalność i rozpoczęła wydawanie pisma „Spotkania”.
Pierwszą publikacją z logo „Nowej” było Pochodzenie systemu Marka Tarniewskiego (właśc. Jakub Karpiński) wydane w sierpniu 1977. Autorem logo wydawnictwa – małej litery „n” był Tomasz Kuczborski, następnie autor okładek wielu książek „Nowej”. W nocie wydawniczej umieszczanej w publikacjach NOW-ej wskazywano, że wydawnictwo „dąży do tego, aby wolne słowo nie stawało przed barierą państwowego monopolu wydawniczo-informacyjnego”, a także, że „nie reprezentuje żadnego kierunku politycznego, chce służyć różnorodnym inicjatywom twórczym”. NOWA była formalnie i faktycznie niezależna od KSS „KOR”, jednak jej liderzy byli w większości członkami lub współpracownikami Komitetu. Samo wydawnictwo korzystało z pomocy finansowej KSS „KOR” udzielanej zasadniczo w formie pożyczek.

## Działalność
„Nowa” wydała w latach 1977–1989 ok. trzystu książek z zakresu literatury polskiej i światowej oraz historii najnowszej, w nakładach od kilkuset do kilkunastu tysięcy egzemplarzy, a także liczne pisma, m.in. „Zapis”, „Krytyka”, „Puls” i „Tygodnik Mazowsze”. Miała zorganizowany system druku i kolportażu. W latach 80., dzięki uzyskanej niezależności finansowej, wypłacała wynagrodzenia autorom, tłumaczom i drukarzom. W drugiej połowie lat 80. wydawała również kasety video (jako pierwszą Przesłuchanie Ryszarda Bugajskiego, łącznie 21 tytułów) oraz kasety magnetofonowe, łącznie 39 tytułów.
Władze PRL utrudniały działalność wydawnictwa, przede wszystkim poprzez konfiskatę książek i sprzętu poligraficznego, zatrzymania przez milicję na tzw. 48 godzin, w latach 70. decydowano się także na aresztowania pod sfingowanymi zarzutami kryminalnymi (w 1979 drukarza Tomasza Michalaka, w 1980 Mirosława Chojeckiego i drukarza Bogdana Grzesiaka).

## Wybrane tytuły
- Czarna księga cenzury PRL (1977)
- Tadeusz Konwicki Kompleks polski (1977) – jako 3. numer „Zapisu”
- Andrzej Kijowski „Niedrukowane” (1977) – wyd. II rozszerzone i dopełnione (1978)
- Kazimierz Brandys Nierzeczywistość (1977)
- Czesław Miłosz Traktat poetycki. Traktat moralny (1978)
- Bohumil Hrabal Zbyt głośna samotność (1978)
- Jan Nowak-Jeziorański Kurier z Warszawy (1979)
- Iosif Brodski Wiersze i poematy (1979) w tłumaczeniu Stanisława Barańczaka
- Günter Grass Blaszany bębenek (1979)
- Witold Gombrowicz Trans-Atlantyk (1979)
- Jerzy Andrzejewski Miazga (1979)
- Wieniedikt Jerofiejew Moskwa – Pietuszki (1979)
- Tadeusz Konwicki Mała apokalipsa (1979) – jako 10. numer „Zapisu”
- Tadeusz Korzeniewski „W Polsce” (1981)
- Arthur Koestler Ciemność w południe (1981)
- Karl Jaspers Problem winy (1982) – pierwsza pozycja w stanie wojennym
- Marek Nowakowski Raport o stanie wojennym (1982)
- Stanisław Rembek W polu (1982)
- Jan Józef Lipski KOR (1984)
- Jarosław Marek Rymkiewicz Rozmowy polskie latem 1983 (1984)
- Kurt Vonnegut Matka noc (1984)
- Wiktor Suworow Żołnierze wolności (1985)
- Jewgienij Zamiatin My (1985)
- Hannah Arendt Korzenie totalitaryzmu (1988) (w Bibliotece „Krytyki”)

## Kierownictwo i współpracownicy
W pierwszej fazie działalności wydawnictwo nie miało sformalizowanego kierownictwa. Do sierpnia 1980 kierowali nim Grzegorz Boguta, Mirosław Chojecki i Konrad Bieliński, wspierani przez Marię Fedecką (do grudnia 1977) Adama Michnika, Ewę Milewicz, Anatola Lawinę, Jana Narożniaka i Ryszarda Knauffa oraz szefów kolportażu i druku – Marka Chimiaka, Mieczysława Grudzińskiego i Piotra Szwajcera oraz odpowiedzialną za rozliczenia finansowe Aleksandrę Korewę. Wśród współpracowników byli m.in. Tomasz Jastrun, Andrzej Tadeusz Kijowski, Sergiusz Kowalski, Jerzy Wocial.
Po powstaniu NSZZ „Solidarność” w sierpniu 1980, na czele wydawnictwa stało kolegium w składzie: Grzegorz Boguta (od stycznia 1981 szef oficyny wybrany przez Kolegium), Marek Borowik, Marek Chimiak, Piotr Szwajcer (odpowiedzialny za kolportaż) i Przemysław Cieślak (odpowiedzialny za kontakty z autorami). Po internowania kierownictwa Nowej w grudniu 1981, oficyną kierował krótko Paweł Bąkowski. Jesienią 1982 na czele wydawnictwa ponownie stanął Grzegorz Boguta, wspierany przez kolegium ukształtowane w styczniu 1983 w składzie: Piotr Szwajcer, Przemysław Cieślak, Marek Borowik, Jan Walc, Marek Chimiak. W II połowie lat 80. w skład kolegium weszli Jan Kofman, Andrzej Paczkowski, Mirosław Kowalski, Marek Kubin, Andrzej Werner i Adam Widmański, natomiast w czerwcu 1986 opuścili je Marek Borowik, Marek Chimiak i Przemysław Cieślak, którzy zamierzali stworzyć wydawnictwo działające oficjalnie.
Działem Nowakaseta kierował Marek Borowik, a tzw. Videonową Józef Chajn przy współpracy z Marią i Jerzym Neufeldami.

## Drukarze
Wśród najbardziej znanych drukarzy NOW-ej byli m.in. Jan Walc (w latach 70.), Zenon Pałka (w latach 70.), Bogdan Grzesiak, Andrzej Górski, Emil Broniarek, Antoni Roszak, Tomasz Michalak, Adam Grzesiak, Roman Wojciechowski, Norbert Pietrzak, Ryszard Latecki, Tadeusz Markiewicz, Maciej Radziwiłł.